# سمیرارا
سمیرارا (انگلیسی: Semirara) شرکت معدن فیلیپینی است، که در سال ۱۹۸۰ تأسیس شد.